# Escudo de Marau

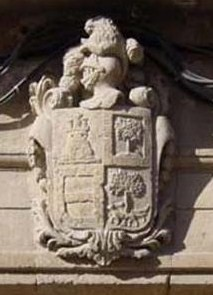
Escudo en la fachada de la Casa Santonja. Calle Ravalet

El escudo de Marau es un bien de interés cultural situado en el número 11 de la calle del Ravalet, en Ollería (Valencia).
Su inscripción BIC tiene el código 46.24.183-011.

## Emplazamiento
El escudo se encuentra en el edificio conocido como Casa Santonja. Esta fue construida entre los siglos XVII y XIX. Pertenecía a la familia Marau, ricos terratenientes de Ollería. Los dos nombres que se aplican al edificio se deben a que a principios del siglo XIX una viuda de la familia Marau casó con un Santonja.
El emplazamiento del escudo de armas está sobre la puerta de acceso adintelada de la fachada principal.

## Escudo
Se trata de un escudo de piedra, de factura típicamente española. Está bordeado por una moldura de media caña y dividido en cuatro cuarteles. El primero parece corresponder al del apellido Marau con torre. En el segundo cuartel se encuentra Bru con árbol y bordeado con la leyenda CONCORDIA RES PARVE CRESCUNT DISCORDIA DILABUNTUR. En el tercero las tres bandas de Leiva con bordura ajedrezada (en gules y oro, aunque no existe policromía) y en el cuarto con dos lobos pasantes a pie de árbol de López. El escudo se remata con yelmo y como cimera un león. Se encuentra flanqueado con flores de acanto. Los cuatro escudos se encuentran también pintados en el techo de una de las habitaciones de la casa.